# エレクトリック・ライト・オーケストラ (アルバム)
『エレクトリック・ライト・オーケストラ』 (The Electric Light Orchestra) は、1971年に発表されたエレクトリック・ライト・オーケストラのファーストアルバム。アメリカ盤はタイトルが『No Answer』に変更されている。

## 概要
ザ・ムーヴのメンバーだったロイ・ウッド、ジェフ・リン、ベヴ・ベヴァンに、オーディションで選ばれたビル・ハントとウィルフ・ギブソンを加えて制作された。アルバムのジャケットに見て取れるように、当時のELOのシンボルは電球（Electric Light）であった。

## 楽曲
ザ・ムーヴのアルバム「Message From The Country」と同時に制作されたこともあり、ザ・ムーヴの頃のサウンドが強く根付いている。

### 収録曲
A面
1. 10538 序曲 - 10538 Overture
アルバムからシングルカットされ、イギリスで9位。ジェフ・リンの曲だが、チェロのアレンジ面でロイ・ウッドが大きく手を貸している。

「10538」とは、発売当時のデビューアルバムのレコード番号である。デフ・レパードの2006年発売のカバーアルバム『Yeah!』に彼らの手によるカバーバージョンが収録された。

ジェフは現在までコンサートで、「ELOの最初の曲」という前置きでこの曲を演奏している。
2. ルック・アット・ミー・ナウ - Look At Me Now
作曲者はロイ・ウッド。このアルバムのトレードマークであるチェロを大きく前面に出したアレンジ。
3. ネリー・テイクス・ハー・バウ - Nellie Takes Her Bow
作曲者はジェフ。
4. バトル・オブ・マーストン・ムーア - The Battle Of Marston Moor (July 2nd, 1644)
作曲者はロイ・ウッド。マーストン・ムーアの戦いという実在の戦いを基にした、アルバム中でも特に前衛的な作品。

マルチプレイヤーであるロイがファゴット、チェロ、オーボエなどの楽器を演奏している。

B面
1. ファースト・ムーヴメント - 1st Movement (Jumping Biz)
作曲者はロイ・ウッド。インストルメンタル作品。
2. ミスター・ラジオ - Mr. Radio
作曲者はジェフ。シングルカットもされた。歌詞は、妻に逃げられた男が、一人ぼっちでラジオに語りかけるという内容。

ジェフ曰く、「もう少し時間をかけられさえすれば、素晴らしいものになった」。
3. マンハッタン・ランブル - Manhattan Rumble (49th Street Massacre)
作曲者はジェフ。インストルメンタル作品に見せかけて、3:00前後に囁くようなボーカルが入れられている。
4. クイーン・オブ・ジ・アワーズ - Queen Of The Hours
作曲者はジェフ。

このアルバムの発売に先駆けること1971年10月に「The Harvest Bag」と題されたコンピレーションに収録されており、事実上ELOで最初にリリースされた曲となる。
5. ウィスパー・イン・ザ・ナイト - Whisper In The Night
作曲者はロイ・ウッド。荘厳なバラードナンバー。

### リマスター盤ボーナス・トラック
1. バトル・オブ・マーストン・ムーア(テイク1)　　The Battle Of Marston Moor (Take 1)
2. 10538序曲(テイク1)　　10538 Overture (Take 1)

### 2枚組：ファースト・ライト・シリーズ（First Light Series)
DISC2
1. ブライアン・マシューズ・イントロデュースズELO　　Brian Matthew Introduces 10538 Overture
2. 10538序曲(アセテート・ヴァージョン)　　10538 Overture (Acetate Version)
3. ルック・アット・ミー・ナウ(クワッド・ミックス)　　Look At Me Now (Quadraphonic Mix)
4. ネリー・テイクス・ハー・バウ(クワッド・ミックス)　　Nellie Takes Her Bow (Quadraphonic Mix)
5. バトル・オブ・マーストン・ムーア(クワッド・ミックス)　　The Battle Of Marston Moor (July 2nd 1644) (Quadraphonic Mix)
6. ジェフズ・ブギーNo.2　　Jeff's Boogie #2
7. ウィスパー・イン・ザ・ナイト(テイク1)　　Whisper In The Night (Take 1)
8. 火の玉ロック　　Great Balls Of Fire
9. クイーン・オブ・ジ・アワーズ(クワッド・ミックス)　　Queen Of The Hours (Quadraphonic Mix)
10. ミスター・ラジオ(テイク9)　　Mr. Radio (Take 9)
11. 10538序曲(BBCセッション)　　 10538 Overture (BBC July 1972)

## メンバー
- Roy Wood (Vocals/Bass/String Bass/Cello/Bassoon/Oboe/Clarinet/etc...)
- Jeff Lynne (Vocals/Electric Guitar/Bass/Piano/Percussion)
- Bev Bevan (Drums/Percussion)
- Bill Hunt (French Horn/Hunting Horn)
- Steve Woolam (Violin)